# 阿明·奥托·洛伊施纳
阿明·奥托·洛伊施纳（英語：Armin Otto Leuschner，1868年1月16日—1953年4月22日），美国天文学家和教育家。

## 简介
1868年1月16日，洛伊施纳出生于美国，但在德国长大。他在美国完成大学学习，1888年毕业于密歇根大学，并获得数学学位。随后成为利克天文台首位研究生，但因与指导老师——爱德华·辛格登·霍顿台长发生矛盾，在取得博士学位前，他就离开了利克天文台。之后返回德国就读于柏林大学，1897年，以一篇受到高度评价的有关彗星轨道的论文而获得博士学位。
在回到加利福尼亚后，他被聘为加州大学伯克利分校副教授，在那里，生活了近半个多世纪。他在该校创办了一座教学天文台，后来以他的名字命名为洛伊施纳天文台。他与利克天文台台长詹姆斯·爱德华·基勒一起设立的伯克利-利克联合研究生计划，使伯克利分校成为了美国最重要的天文教育中心之一。
洛伊施纳自己主要致力于对小行星和彗星轨道的研究，这一课题需要大量繁宂的计算，因而很适合众多学生共同参与，他们中的许多人后来都取得相应的天文研究成就。 在洛伊施纳的指导下，有超过60多位的学生获得了博士学位。
1913年洛伊施纳升任伯克利大学研究生院院长，后来受命负责该大学中所有涉及一战相关的培训。他是太平洋天文学会创始成员，曾担任过一届美国大学教授协会主席，并主持国际天文学联合会彗星和小行星委员会工作近20年。 
洛伊施纳还是最早就冥王星是否属帕西瓦尔·罗威尔假设的X 行星展开讨论的天文学家之一。他在1932年就已指出，冥王星质量比地球小，冥王星的发现是罗威尔搜寻的一个意外成果。

## 纪念
奖项
- 詹姆斯·克雷格·沃森奖 (1916年)
- 瑞典北极星奖 (1924年)
- 布鲁斯奖 (1936)[4]
- 里顿豪斯奖章 (1937年)
- 牛津大学哈雷讲师 (1938年)

命名
- 月球上的洛伊施纳环形山
- 洛伊施纳环天文台
- 主带小行星1361 洛伊施纳里亚[1]